# Mesonoemacheilus
Genre
Mesonoemacheilus est un genre de poissons téléostéens de la famille des Nemacheilidae et de l'ordre des Cypriniformes. Mesonoemacheilus est un genre de « loche franche » endémique à l'Inde.

## Liste des espèces
Selon M. Kottelat (2012) :
- Mesonoemacheilus guentheri (F. Day, 1867)
- Mesonoemacheilus herrei Nalbant & Bănărescu, 1982
- Mesonoemacheilus menoni (Zacharias & Minimol, 1999) (espèce inquirenda)
- Mesonoemacheilus pambarensis (Rema Devi & Indra, 1994)
- Mesonoemacheilus petrubanarescui (Menon, 1984)
- Mesonoemacheilus pulchellus (F. Day, 1873)
- Mesonoemacheilus remadevii Shaji, 2002
- Mesonoemacheilus triangularis (F. Day, 1865)

### Note
Selon FishBase (19 juillet 2015) :
- Mesonoemacheilus herrei Nalbant & Bănărescu, 1982
- Mesonoemacheilus pambarensis (Rema Devi & Indra, 1994)
- Mesonoemacheilus remadevii Shaji, 2002